# Émile Loubon
Émile Charles Joseph Loubon (Aix-en-Provence, 12 gennaio 1809 – Marsiglia, 3 maggio 1863) è stato un pittore francese noto per i suoi paesaggi della Provenza.
Fu allievo di François Marius Granet, e con lui viaggiò a Roma nel 1829. Nel 1845 divenne direttore della Scuola di disegno di Marsiglia. Fra i suoi allievi vi furono il pittore orientalista Fabius Brest e il paesaggista Paul Guigou.

Nel 1855 fu insignito della legion d'onore.